# Paul Thumann

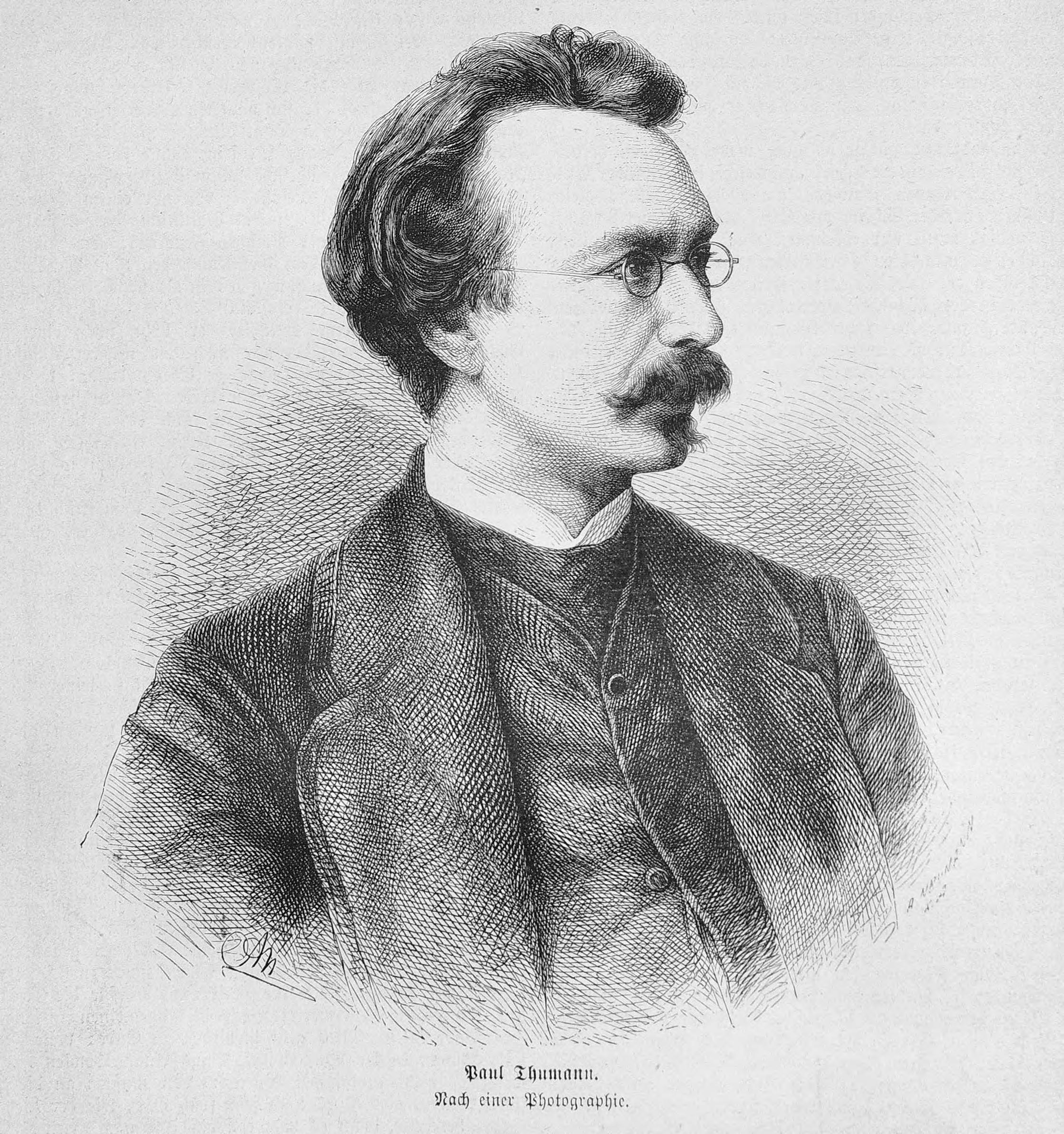
Paul Thumann

Friedrich Paul Thumann (* 5. Oktober 1834 in Groß Tzschacksdorf bei Forst (Lausitz); † 19. Februar 1908 in Berlin) war ein deutscher Illustrator und Porträtmaler.

## Leben
Paul Thumann wurde am 5. Oktober 1834 im damaligen Groß Tzschacksdorf, dem heutigen Groß Schacksdorf, als Sohn eines vielseitig begabten Dorfschullehrers geboren. Wenige Jahre später zog die Familie im Jahr 1838 ins preußische Städtchen Pförten (polnisch Brody), in der die Familie von Brühl ihr barockes Residenzschloss hatte. Dort wirkte sein Vater über drei Jahrzehnte als Lehrer und Kantor.
Um 1849 begann Paul Thumann eine Ausbildung als Lithograph und Typograph im kartographischen Institut von Karl Flemming in Glogau (polnisch Głogów). Dort erwarb er sich die technische Fertigkeit, die es ihm ermöglichte, ein Studium an der Preußischen Akademie der Künste zu Berlin zu erhalten.
Von 1855 bis 1856 war er Schüler an der Preußischen Akademie der Künste zu Berlin und arbeitete dann bis 1860 im Atelier von Julius Hübner in Dresden. In Dresden lernte Thumann den belgischen Maler Ferdinand Pauwels kennen.
In Dresden lernte Thumann auch die Adlige Jane Swinburne (* 26. Januar 1837 in Windermere; † 25. November 1936 in Kensington), eine Engländerin mit Kenntnissen in der Kunst, kennen. Beide heirateten am 8. November 1860 in der Kreuzkirche in Dresden. Das Paar bekam zwei Kinder: Olga Helene (* 25. Juli 1861 in Leipzig; † 5. Dezember 1912 in Kensington), und Rudolf Paul Percy (* etwa 1863 in Weimar; † 6. November 1918 im Festungslazarett in Thionville). Olga heiratete am 26. November 1879 in Berlin Edward Swinburne (1848–1891), den jüngsten Bruder des englischen Dichters Algernon Swinburne.
Zwischen 1860 und 1863 war Paul Thumann in Leipzig als Illustrator für den Verleger Ernst Keil tätig. Während dieser Zeit trug er zu Publikationen wie „Die Gartenlaube“ und Auerbachs Kalender bei.
Ab 1863 studierte er an der Großherzoglich-Sächsischen Kunstschule in Weimar unter Ferdinand Pauwels, an der er 1866 zum Professor berufen wurde.
Im Kriege 1870/71 wurde Thumann als Zeichner im Hauptquartier der III. Armee eingesetzt.
Im Auftrag der Tiedke-Stiftung und Großherzog Carl Alexander von Sachsen-Weimar-Eisenach erstellte Paul Thumann zusammen mit Ferdinand Pauwels zwischen 1872 und 1873 eine Bilderserie, die Szenen aus dem Leben Martin Luthers darstellte. Diese Werke waren für die Dekoration eines der sogenannten Reformationszimmer in der Wartburg bestimmt. Die Serie umfasste die Gemälde Luther verbrennt die Bannandrohungsbulle vor dem Elstertor in Wittenberg, Luther auf dem Reichstag zu Worms, Luthers Ankunft auf der Wartburg, Luther mit Schweizer Studenten im Gasthaus ‘Zum Bären’ in Jena und Luther übersetzt die Bibel auf der Wartburg. Bereits 1871 hatte Thumann Luthers Hochzeit mit Katharina von Bora mit bedingter historischer Genauigkeit dargestellt. Das Gemälde Luthers Trauung diente ab 1917 als Motiv für Trauscheine der evangelischen Kirche, die vom Verlag für Volkskunst Richard Keutel herausgegeben wurden. Kurt Dröge bezeichnete die Darstellungen als „quasi geschichtsverfälschende Beglaubigung“.

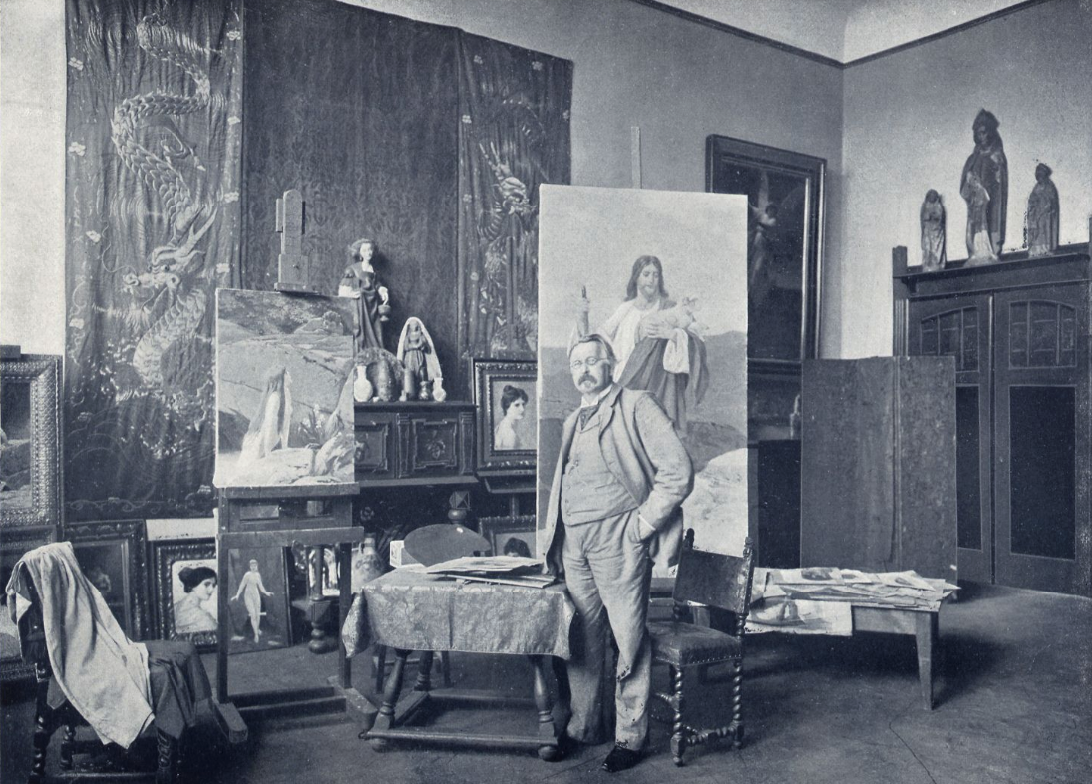
Professor Paul Thumann in seinem Atelier, 1903.

Nach seiner Lehrtätigkeit in Dresden ab 1872 wurde Paul Thumann 1875 zum Professor an der Kunstakademie in Berlin berufen, eine Position, die er bis zur Niederlegung 1887 innehatte. Zwischen 1887 und 1891 lebte er für einige Jahre in Italien. Um 1892 übernahm er das Meisteratelier von Julius Schrader in Berlin.
Paul Thumann unternahm im Laufe seiner künstlerischen Karriere zahlreiche Studienreisen und Auslandsaufenthalte, die ihm wichtige Impulse für seine Arbeit gaben. Bereits 1862 reiste er nach Ungarn und Siebenbürgen, gefolgt von einer Reise nach Italien im Jahr 1865. Später bereiste er auch Frankreich, Belgien und England.
Seine Haupttätigkeit fand Thumann in der Illustration (z. B. Auerbachs Kalender, Johann Wolfgang von Goethes Dichtung und Wahrheit, Alfred Tennysons Enoch Arden, Adelbert von Chamissos Frauenliebe und -leben, desselben Lebenslieder und -Bilder, Robert Hamerlings Amor und Psyche, Heinrich Heines Buch der Lieder).
Die Eleganz der Formengebung, der sinnvolle Ernst und die Anmut der Figuren gewannen diesen Illustrationen großen Beifall. Doch verlor sich Thumann schließlich in ein süßliches und oberflächliches Formenspiel, welches den Eindruck seiner ersten Schöpfungen abschwächte.

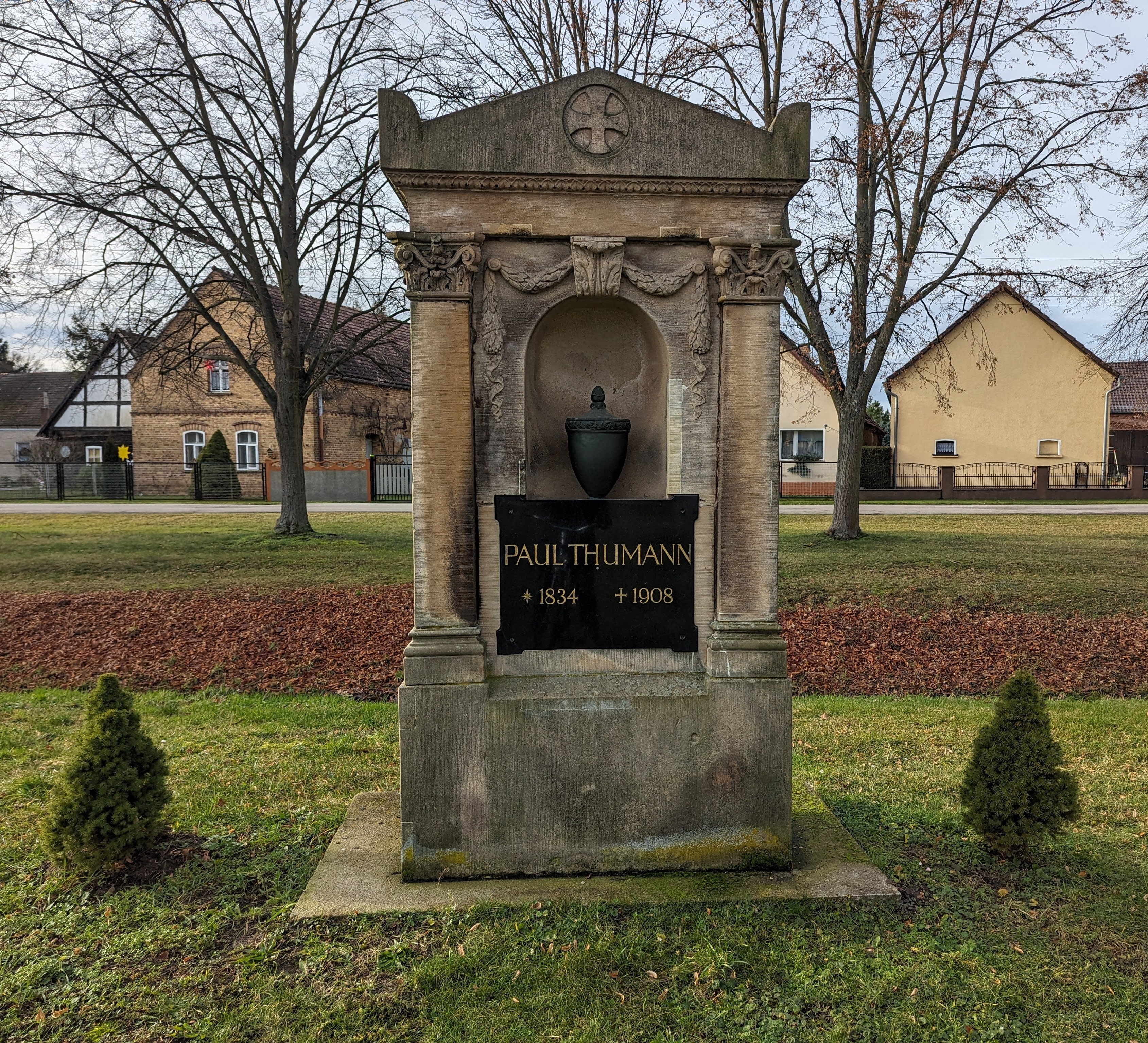
Das Grabmal von Paul Thumann in Groß Schacksdorf.

Paul Thumann starb am 19. Februar 1908 in Berlin an den Folgen einer Lungenentzündung. Entsprechend seinem Wunsch wurde er in Forst, einer Stadt in der Nähe seines Geburtsortes Groß Schacksdorf, beigesetzt. Seine letzte Ruhestätte, die im Empirestil errichtet wurde, lag ursprünglich auf dem 'Alten Friedhof' in Forst. Mit der Umwandlung des Friedhofs in einen Stadtpark wurde Thumanns Grabmal 1984 durch die Initiative von Groß Schacksdorfer Bürgern in seinen Geburtsort verlegt. Heute befindet sich das Grab nahe dem Haus, in dem er einst geboren wurde.

## Werke (Auswahl)
- [Illustration]: Im Golfe von Neapel. In: Die Gartenlaube. Heft 23, 1867, S. 357, 358–360 (Volltext [Wikisource]).

Von seinen Gemälden sind neben der Erstlingsarbeit zu erwähnen:
- St. Hedwigis, Altarbild für Liegnitz (1857),

Fünf Bilder Aus dem Leben Martin Luthers für die so genannten Reformationszimmer auf der Wartburg:
- Luther verbrennt die Bannandrohungsrolle (1872)[5]
- Luther auf dem Reichstag in Worms (1872)[5]
- Luthers Ankunft auf der Wartburg (1873)[5]
- Luther übersetzt die Bibel (1872)[5]
- Luther mit Studenten im Gasthaus Zum Bären in Jena (1873)[5]
- Luthers Trauung (1871),
- die Rückkehr Hermanns des Cheruskers aus der Schlacht am Teutoburger Wald (1883) und
- die Taufe Wittekinds (1884) für das Gymnasium zu Minden und
- die drei Parzen

Er hat auch Studienköpfe gemalt, deren Vorzug auf der süßlichen Eleganz der Auffassung beruht.

## Illustrationen (Auswahl)
- In: Album deutscher Kunst und Dichtung. Mit Holzschnitten nach Originalzeichnungen der Künstler, ausgeführt von R. Brend'amour. Hrsg. Friedrich Bodenstedt. Grote, Berlin 1867. urn:nbn:de:hbz:061:2-184

## Galerie

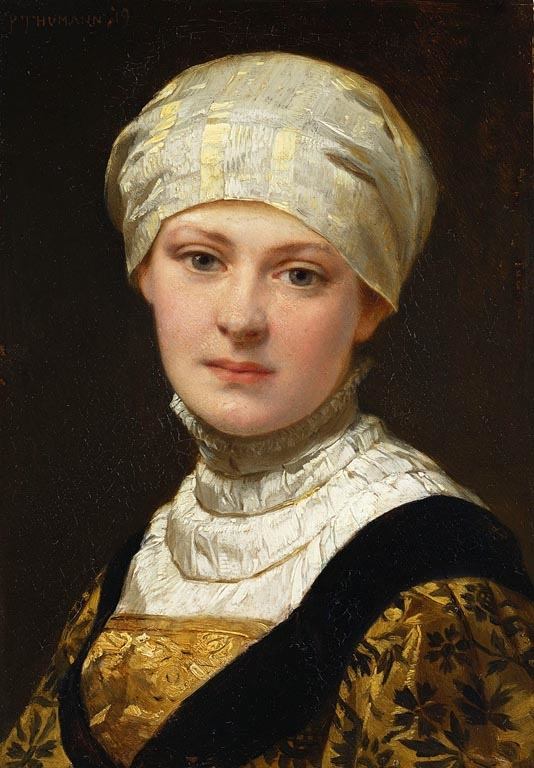
Studie eines Kopfes eines Mädchens.
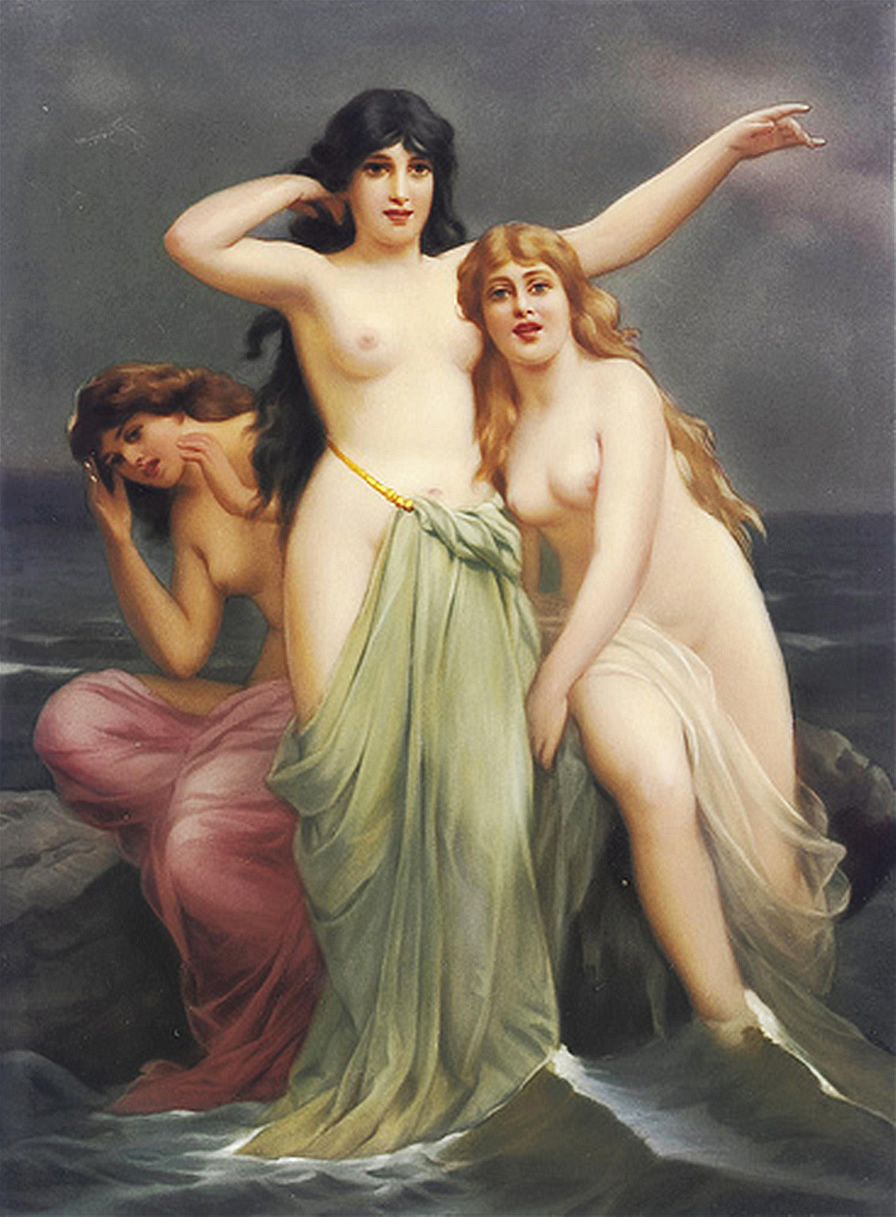
Die Sirenen.
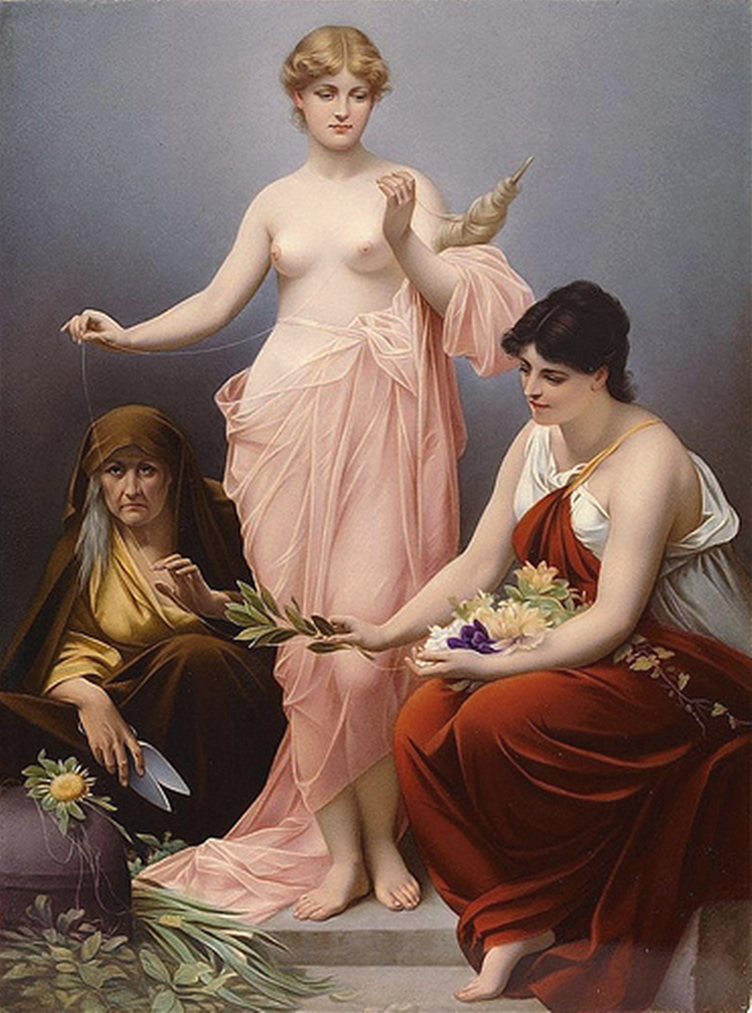
Schicksalsgöttinnen
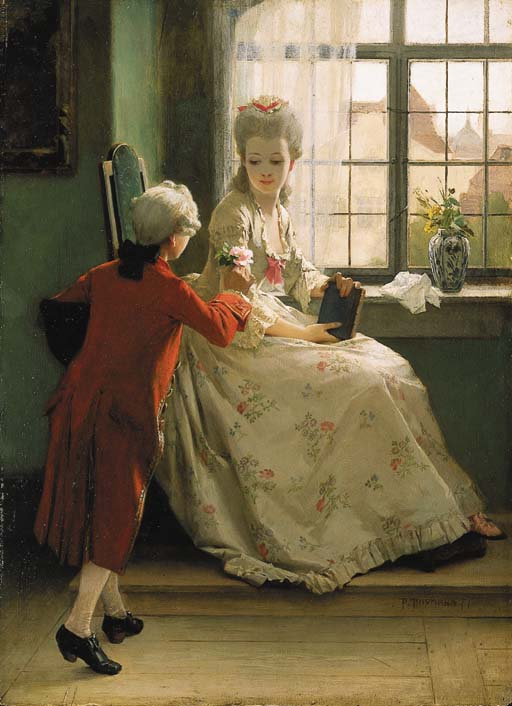
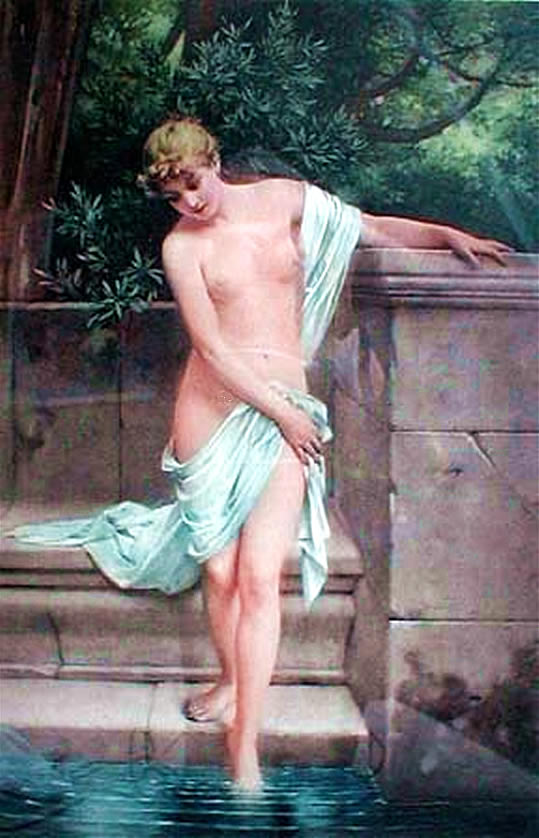
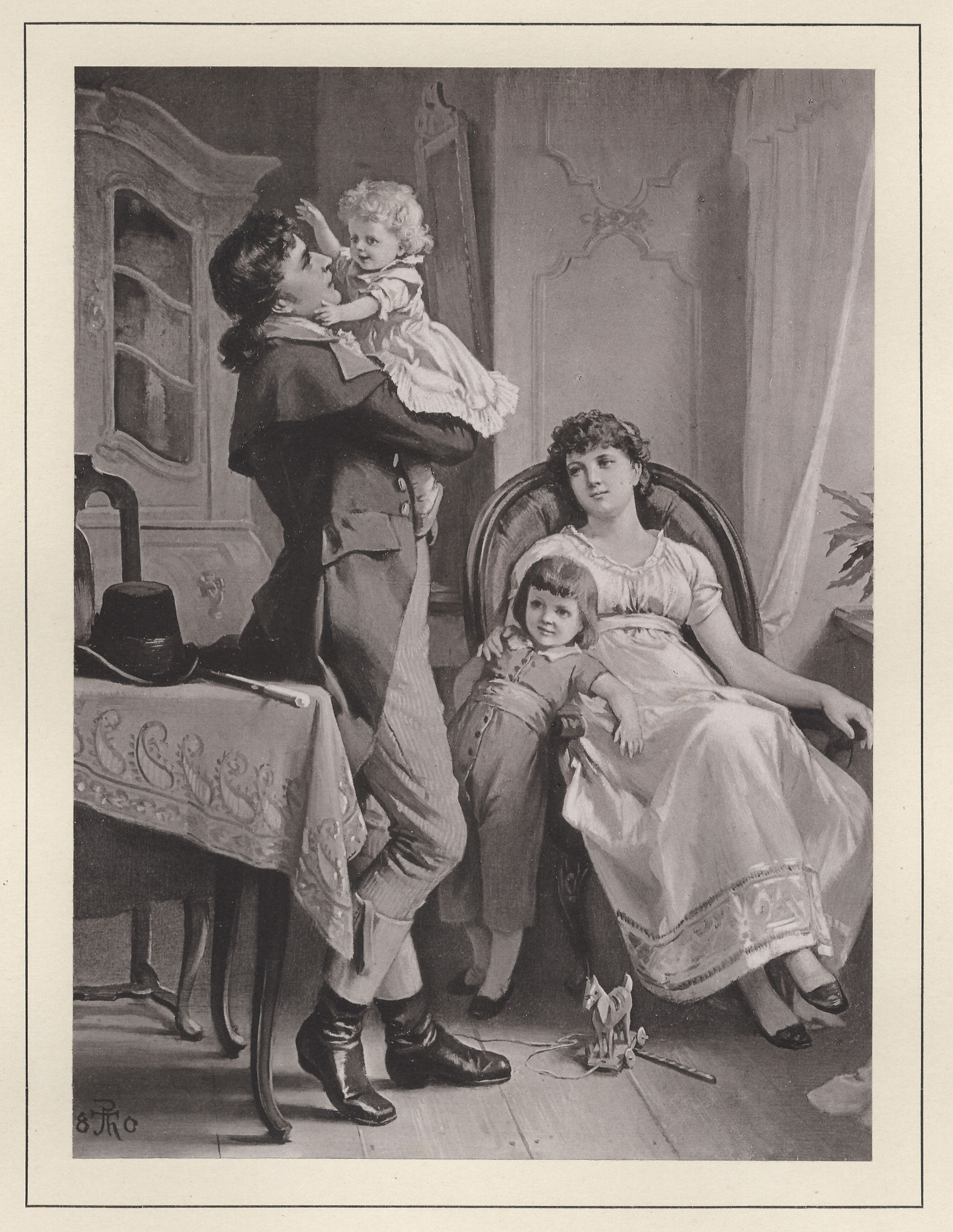
Illustration von Paul Thumann zu Adelbert von Chamisso, Lebens-Lieder und Bilder
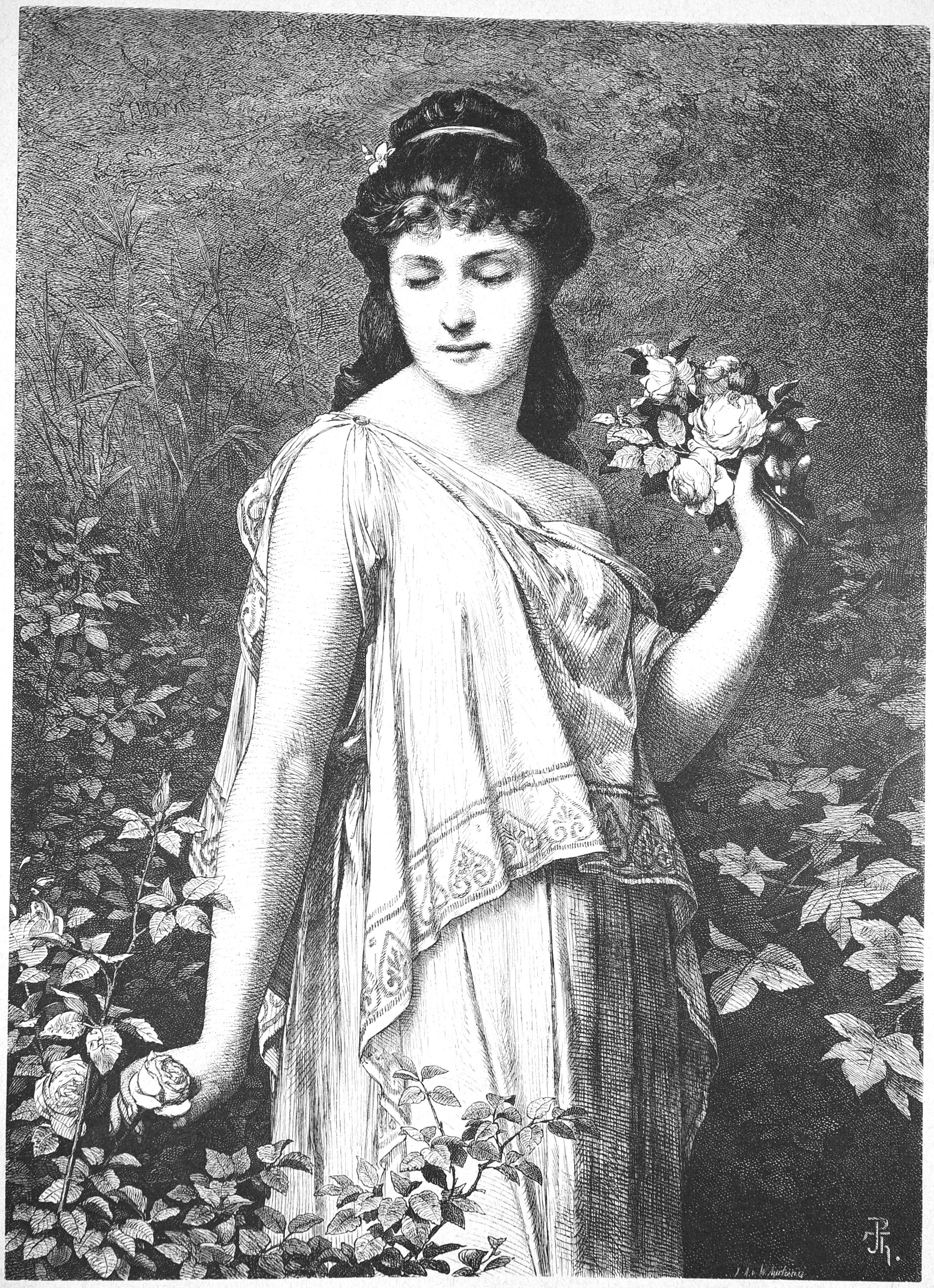
Die Zeit der Rosen und der Träume, in „Die Gartenlaube“ 1877.